# VII. Zivilsenat des Reichsgerichts
Der VII. Zivilsenat des Reichsgerichts war ein Spruchkörper des Reichsgerichts. Es handelte sich um einen von insgesamt fünf bis neun Senaten, die sich mit Zivilsachen befassten. Errichtet wurde er am 1. Mai 1899, weil mit dem Inkrafttreten des Bürgerlichen Gesetzbuchs zum 1. Januar 1900 das Bayerische Oberste Landesgericht nicht länger die bayerische Revisionsinstanz in Zivilsachen war. Mit dem neuen Senat sollten dieser neue Geschäftsanfall aufgefangen werden. Als der 6. Zivilsenat zwischenzeitlich am 1. Dezember 1923 aufgelöst wurde, rückte der bisherige VII. Zivilsenat am 1. Januar 1924 auf und firmierte als VI. Zivilsenat. Da der IV. Zivilsenat des Reichsgerichts überlastet war, bearbeitete hilfsweise der 5. Strafsenat ab dem 16. September 1926 teilweise dessen Geschäftsanfall als VII. Zivilsenat. Wiedererrichtet wurde der VII. Zivilsenat in seinem vorigen Geschäftsumfang am 15. Juni 1927.

## Geschäftsverteilung 1900/04
„Dem VII. Zivilsenat sind zugewiesen:
1. Sofern es sich um die Anwendung des vom Jahre 1900 ab geltenden Rechts handelt, aus dem ganzen Reiche, andernfalls mit Ausnahme der unter III Ziff. 3 bezeichneten Bezirke, vorbehaltlich der besonderen Bestimmung bei b, die Rechtsstreitigkeiten über:
a) Ansprüche aus Enteignungen auf Grund von Reichs- und Landesgesetzen (einschließlich des Preuß. Ortsstraßengesetzes vom 2. Juli 1875 sowie auch des § 75 Einl. zum Preuß. AllLR, soweit es sich um dingliche Rechte handelt),
b) bergrechtliche und wasserrechtliche Verhältnisse, soweit nicht V. Ziff. 2 zutrifft,
c) Jagd- und Fischereirechte nebst Pachtverträgen hierüber und Wildschadenersatz,
d) Ansprüche aus Versicherungsverhältnissen, mit Ausnahme der unter I. Ziff. 3 fallenden Sachen, sofern die Klage vor dem Jahre 1900 eingereicht ist,
e) Anfechtungsklagen von Rechtsgeschäften eines Schuldners zum Nachteil seiner Gläubiger im Konkurs (KO §§ 29-42 nebst § 196) und außerhalb desselben (Anfechtungsgesetz vom 21. Juli 1879) einschließlich von behaupteter Simulation,
f) Vergleiche (BGB § 779), Schiedsverträge und Schiedssprüche (ZPO §§ 1025ff. nebst § 274 Abs. 2 Ziff. 3) sowie auch Zwangsvollstreckungen, außer in unbewegliches Vermögen,
g) Steuern und Stempel auf Grund von Reichs- und Landesgesetzen.
2. Sofern es sich um die Anwendung des vom Jahre 1900 ab geltenden Rechts handelt, ferner aus dem ganzen Reiche:
a) die Rechtsstreitigkeiten über Werkverdinge (BGB §§ 631ff.),
b) die Rechtsstreitigkeiten über Dienstbarkeiten (einschließlich von Notwegen), Reallasten und sonstige dingliche Rechte an fremden Grundstücken, außer den unter V Ziff. 1 aufgeführten, nebst Rechtsgeschäften hierüber,
c) alle Rechtssachen, für welche in zweiter Instanz das Oberlandeskulturgericht in Berlin zuständig ist; andernfalls nur die unter IV Ziff. 2 aufgeführten Bezirken.
3. Sofern es sich nicht um die Anwendung des vom Jahre 1900 ab geltenden Rechts handelt, aus dem Oberlandesgerichtsbezirken Breslau, Hamm, Naumburg (mit Ausnahme der thüringischen und anhaltischen Landesteile) und Posen die Rechtsstreitigkeiten über Ansprüche aus Kauf und Tausch von beweglichen Sachen und Forderungen mit Ausnahme von Wertpapieren.“
1904: der Senat hat
– abgegeben an den V. Zivilsenat die Rechtsstreitigkeiten über bergrechtliche Verhältnisse, VII. Ziff. I b,
– und übernommen
a) vom I. Zivilsenat die unter I Ziff. 5 bezeichneten Rechtsstreitigkeiten mit Ausnahme derjenigen über Wertpapiere,
b) vom II. Zivilsenat die unter II. Ziff. 1 a und c bezeichneten Rechtsstreitigkeiten und
c) vom III. Zivilsenat die Rechtsstreitigkeiten über Versicherungsverhältnisse, III. Ziff. 2, soweit sie ihm noch nicht zugewiesen waren.

## Bekannte Fälle
- „Bürgschaftsurkunde“ (RGZ 61, 415; Urteil vom 27. Oktober 1905 zum Wirksamwerden einer schriftlichen Willenserklärung unter Anwesenden)[4]
- „Bonifatiusfall“ (RGZ 83, 233)
- „Lagerhalter-Fall I“ (RGZ 135, 75, Urteil vom 5. Februar 1932 zum gleichstufigen mittelbaren Nebenbesitz)[5]
- „Lagerhalter-Fall II“ (RGZ 138, 265; Urteil vom 11. November 1932 zum gleichstufigen mittelbaren Nebenbesitz)[6]
- Gerichtsvollzieher als staatliches Organ (RGZ 156, 395; Urteil vom 21. Januar 1938)[7]

## Besetzung
Farblegende:
- Ruhestand vor dem 1. Juli 1919
- Ruhestand vor dem 1. Oktober 1934
- Ruhestand nach dem 1. Oktober 1934

### Senatspräsidenten
| Nr. | Name                                | Ernennung      | Senatsaustritt   | Ehrungen                     |  |
| --- | ----------------------------------- | -------------- | ---------------- | ---------------------------- |  |
| 1   | Wilhelm Maßmann (1837–1916)         | 1. Mai 1899    | 1. Juni 1907     | Ruhestand                    |  |
| 2   | Karl von Hassell (1841–1925)        | 1. Juni 1907   | 1. April 1914    | Übertritt zum 6. Zivilsenat  |  |
| 3   | Caesar Predari (1853–)              | 1. April 1914  | 1. Dezember 1923 | Ruhestand                    |  |
| 4   | Otto Strecker (1862–)               | 22. Mai 1924   | 1. Januar 1929   | Ruhestand                    |  |
| 5   | Franz Mentzel (1864–1949)           | 1. Januar 1929 | 1. April 1932    |                              |  |
| 6   | Fritz Seyffarth (1872–1938)         | 1. April 1932  | 1933             | Übertritt zum 4. Zivilsenats |  |
| 7   | Wilhelm Kiesow (1881–1938)          | vor 1934       | vor 1934         | Übertritt zum 2. Zivilsenats |  |
| 8   | Dieprand von Richthofen (1875–1946) | 1. Januar 1934 | 31. März 1942    | Ruhestand                    |  |
| 9   | Hermann Günther (1882–1945)         | 1. April 1942  | 1945             |                              |  |

### Reichsgerichtsräte
| Nr. | Name                                            | Senatseintritt                                              | Senatsaustritt                      |                                                                          |  |
| --- | ----------------------------------------------- | ----------------------------------------------------------- | ----------------------------------- | ------------------------------------------------------------------------ |  |
| 1   | Richard Förtsch (1837–1916)                     | 1. Mai 1899                                                 | 1. Juni 1902                        | Ernennung zum Senatspräsidenten des 2. Zivilsenats                       |  |
| 2   | Albert Georg Ferdinand Wandersleben (1835–1900) | 1. Mai 1899                                                 | 6. Juli 1900                        | Verstorben                                                               |  |
| 3   | Karl von Hassell (1841–1925)                    | 1. Mai 1899                                                 | 1. Juni 1907                        | Ernennung zum Senatspräsidenten                                          |  |
| 4   | Eugen Meyn (1849–1926)                          | 1. Mai 1899                                                 | 1. Juli 1910                        | Ernennung zum Senatspräsidenten des 2. Zivilsenats                       |  |
| 5   | Hermann von Bülow (1842–1906)                   | 1. Mai 1899                                                 | 23. Oktober 1906                    | Verstorben                                                               |  |
| 6   | Günther von Bünau (1844–1899)                   | 1. Mai 1899                                                 | 17. September 1899                  | Verstorben                                                               |  |
| 7   | August Robert Tändler (1850–1902)               | 1. Mai 1899                                                 | 21. März 1902                       | Verstorben                                                               |  |
| 8   | Christian von Kolb (1848–1924)                  | 1. Januar 1900                                              | 9. November 1909                    | Ernennung zum Senatspräsidenten des 1. Strafsenat                        |  |
| 9   | Karl Goecke (1844–1906)                         | 1. Oktober 1900                                             | 3. Dezember 1906                    | Verstorben                                                               |  |
| 10  | Caesar Predari (1853–)                          | 1. Juni 1902                                                | 1. April 1914                       | Ernennung zum Senatspräsidenten                                          |  |
| 11  | Georg Hoffmann (1848–1919)                      | 1. Juni 1902                                                | 26. Januar 1903                     | Übertritt zum 4. Zivilsenat                                              |  |
| 12  | Felix Specht (1850–)                            | 26. Januar 1903                                             | 1. Mai 1922                         | Ruhestand                                                                |  |
| 13  | Heinrich Adolf Berendes (1848–1932)             | 4. April 1905                                               | 16. November 1905                   | Übertritt zum 1. Zivilsenat                                              |  |
| 14  | Eduard Hermann Karl Ruffmann (1852–)            | 22. Oktober 1906                                            | 1. November 1906                    | Übertritt zum 2. Zivilsenat                                              |  |
| 15  | Moritz Kastan (1850–1917)                       | 1. Dezember 1906                                            | 12. Oktober 1917                    | Verstorben                                                               |  |
| 16  | Paul Hetzell (1851–1922)                        | 1. Januar 1907                                              | 1. April 1921                       | Ruhestand                                                                |  |
| 17  | Sigismund Ungewitter (1853–1925)                | 1. Juni 1907                                                | 1. Oktober 1922                     | Ruhestand                                                                |  |
| 18  | Richard Paul Gustav Scholber (1852–)            | 1. Juli 1909                                                | 1. März 1917                        | Ruhestand                                                                |  |
| 19  | Otto Strecker (1862–)                           | 25. November 1909 bzw. 1. Januar 1924                       | 15. Dezember 1909 bzw. 22. Mai 1924 | Übertritt zum 3. Zivilsenat bzw. Ernennung zum Senatspräsidenten         |  |
| 20  | Hermann Schirmacher (1857–1925)                 | 28. April 1910                                              | 18. März 1925                       | Verstorben                                                               |  |
| 21  | Edmund Fuchs (1849–)                            | 1. Juli 1910                                                | 1. Mai 1919                         | Ruhestand                                                                |  |
| 22  | Joseph Riehl (1857–)                            | 16. September 1910 (Hilfsrichter)                           | 30. September 1911 (Hilfsrichter)   | Austritt                                                                 |  |
| 23  | Carl Wilhelm Niederstein (1864–1922)            | 1. Mai 1912 (Hilfsrichter)                                  | 15. November 1913 (Hilfsrichter)    | Übertritt zum 2. Zivilsenat                                              |  |
| 24  | Franz Arndts (1864–)                            | 15. April 1917                                              | 7. Mai 1917                         | Übertritt zum 4. Zivilsenat                                              |  |
| 25  | Felix Czolbe (1863–)                            | 7. Mai 1917                                                 | 15. Juli 1917                       | Übertritt zum 3. Zivilsenat                                              |  |
| 26  | Franz Mentzel (1864–1949)                       | 1. Juli 1917                                                | 2. April 1928                       | Ernennung zum Senatspräsidenten des 8. Zivilsenats und des 5. Strafsenat |  |
| 27  | Ernst Schliewen (1867–)                         | 1. Januar 1918                                              | 1932                                |                                                                          |  |
| 28  | August Becker (1864–)                           | 1. Januar 1919                                              | 1. Februar 1919                     | Übertritt zum 5. Zivilsenat                                              |  |
| 29  | Hugo Salinger (1866–1942)                       | 1. Mai 1919 bzw. 15. Juli 1923                              | 1. Januar 1920 bzw. Juni 1931       | Übertritt zum 5. Zivilsenat bzw. Ruhestand                               |  |
| 30  | Hugo Hoerner (1851–)                            | 1. Januar 1920                                              | 1. Mai 1923                         | Ruhestand                                                                |  |
| 31  | Edmund Huyke (1864–1923)                        | 1. Januar 1921                                              | 15. Februar 1923                    | Verstorben                                                               |  |
| 32  | Rudolf Bewer (1855–1930)                        | 1. Januar 1922                                              | 1. Januar 1924                      | Ruhestand                                                                |  |
| 33  | Robert Teichmann (1867–1942)                    | 15. Juli 1923                                               | 3. Januar 1924                      | Übertritt zum 3. Zivilsenat                                              |  |
| 34  | Dieprand von Richthofen (1875–1946)             | 1. Dezember 1923                                            | 1. Januar 1934                      | Ernennung zum Senatspräsidenten                                          |  |
| 35  | Otto Warneyer (1867–1941)                       | 3. Januar 1924                                              | 1. Juli 1934                        |                                                                          |  |
| 36  | Maximilian Schwalb (1864–1943)                  | 16. September 1925                                          | 1932                                |                                                                          |  |
| 37  | Hans Freiesleben (1871–1945)                    | 14. Mai 1928                                                | 19. September 1929                  | Nach Lobe Übertritt zum 3. Zivilsenat                                    |  |
| 38  | Joseph Richard Metz (1865–1945)                 | 19. September 1929                                          |                                     |                                                                          |  |
| 39  | Ernst Stölzel (1867–)                           | vor 1932                                                    | 1932                                |                                                                          |  |
| 40  | Richard Oesterheld (1880–)                      | (1. Oktober 1931 Hilfsrichter), 1. September 1932 bzw. 1936 | 1933 bzw. 1945                      | Übertritt zum 3. Strafsenat bzw. 6. Zivilsenat                           |  |
| 41  | Hans Woldemar Schack (1878–1946)                | 1933                                                        | 1945                                |                                                                          |  |
| 42  | Josef Eilles (1880–1966)                        | 16. Mai 1932                                                | 1945                                |                                                                          |  |
| 43  | Krüger                                          | 1933 bzw. 1935                                              | 1933 bzw. 1935                      |                                                                          |  |
| 44  | Franz Schleyer (1879–1939)                      | 15. Juli 1933                                               | 1939                                |                                                                          |  |
| 45  | Reinhold Unger (1877–1946)                      | 1. Juli 1934                                                | 1945                                | 1945 im 4. Zivilsenat                                                    |  |
| 46  | Heinrich Frings (1885–1946)                     | (Hilfsrichter 1. Juli 1934) 22. Januar 1935                 | 1938                                | 1939 im 2. Zivilsenat                                                    |  |
| 47  | Heinrich Burmeister (1883–1946)                 | 1. Februar 1935                                             | 1938                                | 1939 im 3. Zivilsenat                                                    |  |
| 48  | Josef Balve (1883–1961)                         | 4. Mai 1937                                                 | 1945                                |                                                                          |  |
| 49  | Neumann                                         | 1940 (Hilfsrichter)                                         | 1942 (Hilfsrichter)                 |                                                                          |  |